# Нисам изашла из своје ноћи (књига)
Нисам изашла из своје ноћи (фр. Je ne suis pas sortie de ma nuit) књига француске књижевнице, добитнице Нобелове награде за књижевност 2002. године, Ани Ерно (фр. Annie Ernaux), објављена 1996. године. Српско издање објавила је издавачка кућа Просвета из Београда 1997. године, у преводу Наде Бојић.

## Аутор књиге
Ани Ерно (1940) је француска књижевница и професор књижевности рођена у једном градићу у Нормандији где је провела своје детињство и младост. Потиче из радничке породице. Завршила је два факултета: Универзитет у Руану и Универзитет у Бордоу. Дуги низ година радила је као професор. Књижевну каријеру започела је 1974. године романом Les Armoires Vides (Празни ормани). До сада је написала више од 20 књига. Већина књига су веома кратке и бележе догађаје из њеног живота и живота људи око ње.

## О књизи
Књига Нисам изашла из своје ноћи говори о ауторкиној мајци којој је дијагностификована Алцхајмерова болест почетком 80-их. Након што јој је откривена болест, мајка Ани Ерно је смештена у дом за пензионере. После једне посете мајци ауторка почиње са писањем дневника. Писала је о њеном телу, њеним речима, месту где је била... Мајка је умрла 1986. године, а након тога је остала књига о њој и њеној смрти од Алцхајмерове болести.